# Tz database
La tz database, aussi appelée la IANA Time Zone Database ou zoneinfo database, est une base de données qui contient différentes informations sur les fuseaux horaires du monde. Tenue à jour par plusieurs personnes, elle est surtout utile aux logiciels et aux systèmes d'exploitation. Elle est parfois appelée la Olson database en l'honneur d'Arthur David Olson, son créateur. En 2011, Paul Eggert est l'éditeur de la tz database. Elle se distingue par sa convention de nommage, mise au point par Eggert, pour désigner les fuseaux horaires, par exemple « America/New_York » et « Europe/Paris ». Cette base de données contient une grande quantité d'informations à propos des fuseaux horaires historiques, dont les anciens fuseaux et tous les changements apportés depuis 1970, début de l’epoch de l'heure UNIX Elle tient compte des changements horaires, tels que l'heure d’été et les secondes intercalaires.

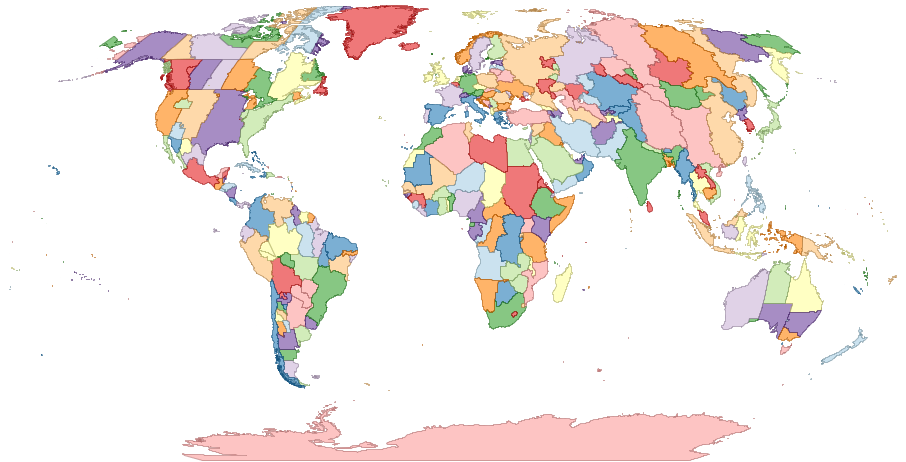
La tz database divise le monde en régions où toutes les horloges officielles régionales sont actives depuis 1970. Cette carte, générée à partir de la version 2009r de la base de données, montre toutes les régions, Antarctique exceptée.

Le 6 octobre 2011, à la suite d'une poursuite judiciaire, la base est fermée. Le 14 octobre 2011, l'ICANN prend en charge l'hébergement de la base et s'engage à faire face à toutes les poursuites. Le 22 février 2012, l'EFF annonce que la poursuite judiciaire est abandonnée et que le plaignant s'est engagé à ne plus entamer de poursuite dans le futur.